# 伊赫桑·毛拉纳·穆斯托法
伊赫桑·毛拉纳·穆斯托法（1995年11月18日—），印尼男子羽毛球單打運動員。

## 簡歷
2013年7月，伊赫桑·毛拉纳·穆斯托法代表印尼隊出戰马来西亚沙巴州亞庇市舉行的亞洲青年羽毛球錦標賽，在率先進行的混合团体赛中，印尼队以2比3不敌韩国队，获得团体赛亚军。
同年10月，伊赫桑·毛拉纳·穆斯托法代表印尼隊出戰泰国曼谷舉行的世界青年羽毛球錦標賽。在率先進行的混合团体赛中，印尼队以2比3不敌韩国队，获得团体赛亚军；而在個人賽事中，伊赫桑·毛拉纳·穆斯托法則在準決賽以1比2（18-21、21-13、16-21）不敌韩国的許侊熙，最後僅奪季軍。
2014年10月，伊赫桑·毛拉纳·穆斯托法出戰荷蘭羽毛球大獎賽，在男單决赛中激战5局以2比3（11-10、6-11、7-11、11-1、9-11）不敌赛会13号种子、印度名将的阿贾伊·贾亚拉姆，赢得亚军。
2015年9月，伊赫桑·毛拉纳·穆斯托法出戰泰國羽毛球黃金大獎賽，在男單决赛中与韩国前一哥的李炫一展开双方之间的较量，以1比2（17-21、24-22、8-21）不敌对手。
2017年11月，伊赫桑·毛拉纳·穆斯托法出戰澳門羽毛球黃金大獎賽，在男單决赛中以0比2（16-21、10-21）不敌日本一哥的桃田賢斗，赢得亚军。

### 首闯四强
2016年5月，伊赫桑·毛拉纳·穆斯托法出戰。首圈，表现强势以2比1（21-16、21-10）横扫法国的布里斯·利弗德斯。次圈，以2比0（21-18、21-15）轻取中国的黄宇翔。八强中，陷入苦战以2比1（17-21、21-12、21-12）打败了英格兰的拉吉夫·欧斯夫。四强中，面对赛会2号种子、马来西亚一哥的李宗伟，以0比2（9-21、18-21）落败，创下个人首次最佳的超级赛战绩。

## 主要比賽成績
只列出曾進入準決賽的國際賽事成績：
| 年份   | 賽事                     | 公開賽級別 | 項目     | 成績   |
| ------ | ------------------------ | ---------- | -------- | ------ |
| 2013年 | 亞洲青年羽毛球錦標賽     | 其他       | 混合團體 | 準決賽 |
| 2013年 | 世界青年羽毛球錦標賽     | 其他       | 混合團體 | 亞軍   |
| 2013年 | 世界青年羽毛球錦標賽     | 其他       | 男子單打 | 準決賽 |
| 2014年 | 荷蘭羽毛球大獎賽         | 大獎賽     | 男子單打 | 亞軍   |
| 2015年 | 波蘭羽毛球公開賽         | 國際挑戰賽 | 男子單打 | 準決賽 |
| 2015年 | 東南亞運動會羽毛球比賽   | 其他       | 男子團體 | 金牌   |
| 2015年 | 泰國羽毛球黃金大獎賽     | 黃金大獎賽 | 男子單打 | 亞軍   |
| 2015年 | 中華台北羽毛球大獎賽     | 大獎賽     | 男子單打 | 準決賽 |
| 2015年 | 澳門羽毛球黃金大獎賽     | 黃金大獎賽 | 男子單打 | 準決賽 |
| 2016年 | 亞洲羽毛球團體錦標賽     | 其他       | 男子團體 | 冠軍   |
| 2016年 | 湯姆斯盃                 | 其他       | 男子團體 | 亞軍   |
| 2016年 | 印尼羽毛球首要超級賽     | 首要超級賽 | 男子單打 | 準決賽 |
| 2017年 | 東南亞運動會羽毛球比賽   | 其他       | 男子團體 | 金牌   |
| 2017年 | 東南亞運動會羽毛球比賽   | 其他       | 男子單打 | 銅牌   |
| 2017年 | 澳門羽毛球黃金大獎賽     | 黃金大獎賽 | 男子單打 | 亞軍   |
| 2018年 | 亞洲羽毛球團體錦標賽     | 其他       | 男子團體 | 冠軍   |
| 2018年 | 湯姆斯盃                 | 其他       | 男子團體 | 季軍   |
| 2018年 | 秋田羽毛球大師賽         | 超級100賽  | 男子單打 | 亞軍   |
| 2018年 | 亞洲運動會羽毛球比賽     | 其他       | 男子團體 | 银牌   |
| 2018年 | 印尼邦加勿里洞羽球大師賽 | 超級100賽  | 男子單打 | 冠軍   |
| 2019年 | 亞洲羽毛球混合團體錦標賽 | 其他       | 混合團體 | 季軍   |
| 2019年 | 俄羅斯羽毛球公開賽       | 超級100賽  | 男子單打 | 準決賽 |
| 2021年 | 奧地利羽毛球公開賽       | 國際系列賽 | 男子單打 | 準決賽 |

| 2007-2017年 | 首要超級賽 | 超級賽 | 黃金大獎賽 | 大獎賽 | 國際挑戰賽 | 國際系列賽 | 未來系列賽 | 其他 |

| 2018-2026年 | 總決賽 | 超級1000賽 | 超級750賽 | 超級500賽 | 超級300賽 | 超級100賽 | 國際挑戰賽 | 國際系列賽 | 未來系列賽 | 其他 |

## 主要對賽紀錄
伊赫桑·毛拉纳·穆斯托法與主要對手的對賽成績如下（只列出對賽三次或以上對手，截至2018年4月25日）：
| 對手            | 對賽次數 | 對賽結果 | 對賽結果 | 總計 |
| 對手            | 對賽次數 | 勝       | 負       | 總計 |
| --------------- | -------- | -------- | -------- | ---- |
| 乔纳坦·克里斯蒂 | 4        | 1        | 3        | -2   |
| 總計            | 4        | 1        | 3        | -2   |

| 對手                     | 對賽次數 | 對賽結果 | 對賽結果 | 總計 |
| 對手                     | 對賽次數 | 勝       | 負       | 總計 |
| ------------------------ | -------- | -------- | -------- | ---- |
| 許侊熙                   | 5        | 2        | 3        | -1   |
| 孫完虎                   | 3        | 2        | 1        | +1   |
| 苏庞余·阿韦辛桑农        | 3        | 0        | 3        | -3   |
| 蘇德智                   | 3        | 0        | 3        | -3   |
| 田厚威                   | 3        | 0        | 3        | -3   |
| 全奕陳                   | 3        | 1        | 2        | -1   |
| 西蒂空·塔马辛            | 3        | 1        | 2        | -1   |
| 伊斯干达·祖卡奈因·再努丁 | 3        | 1        | 2        | -1   |
| 其他選手                 |          |          |          |      |
| 總計                     | 194      | 120      | 74       | +46  |